# Regetovka
Regetovka es un municipio situado en el distrito de Bardejov, en la región de Prešov, Eslovaquia. Tiene una población estimada, en marzo de 2024, de 52 habitantes.
Está ubicado en el centro-norte de la región, cerca del río Topľa (cuenca hidrográfica del río Tisza) y de la frontera con Polonia.
La localidad cuenta con una estación de esquí con dos remontes y un telesquí para niños.

## Demografía
| Año        | 1994 | 2004     | 2014     | 2024     |
| ---------- | ---- | -------- | -------- | -------- |
| Población  | 22   | 18       | 30       | 52       |
| Diferencia |      | −18,18 % | +66,66 % | +73,33 % |

| Año        | 2023 | 2024    |
| ---------- | ---- | ------- |
| Población  | 53   | 52      |
| Diferencia |      | −1,88 % |